# Michel Rose (ingénieur)
 (novembre 2018).
Si vous disposez d'ouvrages ou d'articles de référence ou si vous connaissez des sites web de qualité traitant du thème abordé ici, merci de compléter l'article en donnant les références utiles à sa vérifiabilité et en les liant à la section « Notes et références ».
Pour les articles homonymes, voir Michel Rose et Rose.
Michel Rose (né en 1943) est un ingénieur civil français. Il est membre de la direction du groupe Lafarge SA.

## Biographie
Il est diplômé des Mines de Nancy (1965) et titulaire d'un MBA de l'IMI Genève (1977).
Entré au groupe Lafarge en 1970 en tant qu'ingénieur d'usine, Michel Rose devient, en 1975, chef de département au Centre de recherche. Il est promu directeur de la communication interne du groupe en 1978.
Après avoir dirigé les activités du groupe au Brésil de 1980 à 1983, il est nommé directeur général adjoint responsable des ressources humaines et de la communication en 1984 puis de l'activité biotechnologies. En 1989, il est nommé membre de la direction générale.
Il occupe ensuite la fonction de président et chef de la direction de Lafarge en Amérique du Nord de 1992 à 1996. À son retour et jusqu’en 2000, il supervise les opérations de Lafarge dans les pays en croissance.
Jusqu'en 2008, il était directeur général délégué de Lafarge, notamment responsable de la division Ciment avant de prendre sa retraite.